# ブラックボックス (小説)
ブラックボックス(原題：The Black Box)は、米国のミステリー作家マイクル・コナリーによる25番目の長編小説であり、ロサンゼルスの刑事ハリー・ボッシュシリーズの16番目の長編小説である。
ロサンゼルス暴動のさなかに発生して未解決となっていたジャーナリスト殺害事件を捜査する。
本書は、ハリー・ボッシュという「キャラクターの誕生20周年を記念して」2012年11月26日に出版された。

## あらすじ
1992年に発生したロサンゼルス暴動のさなか、白人のフォトジャーナリスト、アンネケ・イエスペルセンが路地で殺されているのが発見される。ハリー・ボッシュとジェリー・エドガーが現場に駆けつけ、その後捜査は暴動対策本部に移管されたが未解決のままとなる。
2012年、未解決事件班に所属するボッシュは、志願してこの事件の再捜査を担当する。当時回収した薬莢を最新技術の検査にかけたところ、1996年に起きたギャング構成員殺人事件と、2003年に起きたエディ・ヴォーンという麻薬売人殺人に使われたのと同じ銃から発射されたものと判明し、それを足がかりにボッシュは捜査を進める。
私生活では、ボッシュの娘マディが、前作『転落の街』に引き続き警察官の仕事に興味を示す。ボッシュは仕事のついでに恋人ハンナの息子に会いに刑務所を訪ねるが、そのことが上司オトゥールの知るところとなり、職業倫理局（旧内務監査課）の監査対象になってしまう。
ボッシュは、イエスペルセンが当時米軍を取材していたことなどに注目する。一方、事件現場近くに住んでいた男が拳銃を拾って犯罪組織の男に渡していたことがわかり、ボッシュはその拳銃を入手することに成功する。その銃はイラクの砂漠の嵐作戦で行方不明になったものであり、当時従軍していたものが不正に持ち帰ったものと思われる。ボッシュはロサンゼルス暴動のときに州兵が大勢いた事を思い出し、ついにブラックボックスが開いたと感じる。
ボッシュは、事件のちょうど10年後に捜査進捗を尋ねる電話をかけてきた人物を探し当て、そこからイラクに従軍していた軍人のグループを突き止めるが、そのグループの1人である保安官のドラモンドに捕まり、別のメンバーの邸宅の納屋に監禁されてしまう。そこにボッシュを追ってきた職業倫理局の刑事メンデルホールが現れ、ボッシュは脱出に成功、ドラモンドとの対決に勝利して事件は解決する。湾岸戦争当時、イエスペルセンは軍人が休暇を過ごす客船に同乗した際、ドラモンドらのグループと知り合い、薬を盛られてレイプされた。後日イエスペルセンは彼らを探してロサンゼルスまでたどり着き、逆に返り討ちを受けてしまったのだった。
職業倫理局の監査はお咎めなしとなり、ボッシュがハンナの息子を訪ねたことを警察に知らせたのは、その息子自身だったことが判明する。

## 登場人物
- ハリー・ボッシュ：ロサンゼルス市警未解決事件班の刑事
- デイヴィッド・チュー：ボッシュの相棒
- アンネケ・イエスペルセン：1992年の殺人事件被害者、フォトジャーナリスト
- ジョーディ・ギャント：ギャング対策隊の刑事
- フランキー・シーハン：ボッシュの強盗殺人課時代の相棒
- ナンシー・メンデルホール：職業倫理局の刑事

- ルーファス・コールマン：ギャングのメンバー

- トゥルーモント・ストーリー：ギャングの幹部
- マデリン（マディ）・ボッシュ：ボッシュの娘
- ハンナ・ストーン：ボッシュの恋人
- ヘンリク・イエスペルセン：アンネケの兄
- レジナルド・バンクス：元237中隊軍人
- フランシス・ダウラ―：元237中隊軍人
- ジョン・ドラモンド：元237中隊軍人の保安官
- カール・コスグローヴ：元237中隊軍人の実業家
- クリフ・オトゥール：ボッシュの上司

## 製作
著者マイクル・コナリーは本書について、1992年に起きたロサンゼルス暴動を間近に見聞きしたことが忘れられず、これまでもそれを題材にした小説を書いたが、本書を書き上げてそれにケリがついたと述べている。

## 作品の評価
この本は2012年12月、サンフランシスコ・ベイエリアの書店のクロニクル誌ベストセラーリストで2位にランクインした。
2012年、『ブラックボックス』は世界で最も高額な犯罪小説賞であるRBA賞（125,000ユーロ相当）を受賞した。